# Orchestra Sinfonica di Kristiansand
L'Orchestra Sinfonica di Kristiansand (OSK, Norvegese: Kristiansand Symfoniorkester) è una orchestra sinfonica professionale a Kristiansand, in Norvegia con circa 70 musicisti. Dal 2018, Nathalie Stutzmann, è direttore principale.
Primo direttore ospite, Julian Rachlin..
Precedente all'orchestra sinfonica c'era la Kristiansand Byorkester, fondata nel 1919. Fu poi un'orchestra amatoriale con alcuni musicisti professionisti nelle sue file. Nel 1980 diventò la prima orchestra d'archi professionale utilizzata, e divenne l'Orchestra da Camera Kristiansand.
L'Orchestra Sinfonica di Kristiansand ha avuto la sua forma attuale a partire dal 2003, a seguito della fusione tra l'Orchestra da Camera di Kristiansand e la scomparsa Banda delle Forze Armate della Norvegia meridionale, che aveva le sue radici nel 1818. L'OSK conserva le tradizioni di prima della fusione, in quanto gli archi agiscono come Orchestra da Camera Kristiansand e i fiati sotto il nome di Kristiansand Blåseensemble.
L'OSK tiene la maggior parte dei suoi concerti nel Kilden Performing Arts Centre di recente apertura e nella Cattedrale di Kristiansand. Nel Kilden Performing Arts Centre l'Orchestra Sinfonica di Kristiansand si divide tra l'Agder Teater e l'Opera Sør. Tiene inoltre concerti di frequente altrove, nelle contee di Aust-Agder e Vest-Agder. L'ufficio e le prove di musica sono in Kilden a Kristiansand.

## Direttori artistici e d'orchestra della Byorkester e della Kristiansand
- Gunnar Abrahamsen (1919–1921)
- Rolf Balchen (1945–195?)
- Zador Sabadoz
- Heinz Freudenthal (1960s)
- Jon Robertson (1979–1987)
- Terje Boye Hansen (2001–2006)
- Rolf Gupta (2006-2013)
- Giordano Bellincampi (2013- 2018)
- Nathalie Stutzmann (2018- in attività)

### Direttori artistici dell'Orchestra da Camera di Kristiansand
- Stephan Barratt-Due
- Jan Stigmer (1996–2003)
- Pierre Amoyal (2007–2010)